# Indozodion inayatullahi
Indozodion inayatullahi är en spindelart som beskrevs av S. V. Ovtchinnikov 2006. Indozodion inayatullahi ingår i släktet Indozodion och familjen Zodariidae.
Artens utbredningsområde är Pakistan. Inga underarter finns listade i Catalogue of Life.